# ヘンリー・チャールズ・アンドリュース

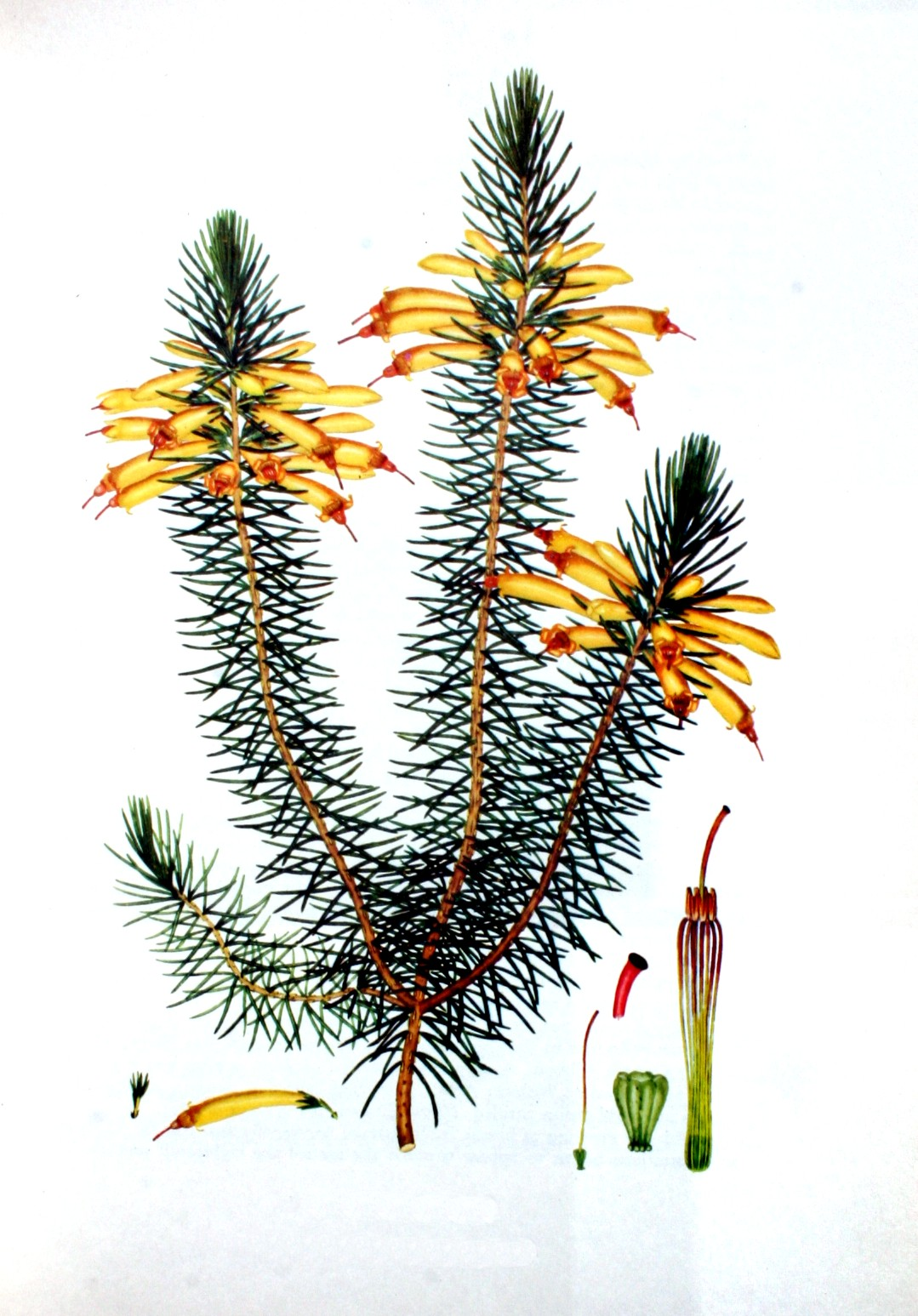
Erica grandiflora L.f. 1802

ヘンリー・チャールズ・アンドリュース（Henry Charles Andrews、fl. 1794年 - 1830年）は、イングランドの植物学者、植物画家、版画家である。
アンドリュースはナイツブリッジに居住しており、アンドリュースが描いた植物の記載を手伝っていた養樹園主のジョン・ケネディの娘と結婚した。
ほとんどの画家が図版を描くだけのために雇われていた時代にあって、画家であるだけなく、版画家、カラリスト、出版者でもあったという点において、アンドリュースは熟練した非凡な植物画家だった。『Botanist's Repository』はアンドリュースの初めての出版物であり、1797年から1812年の間にロンドンにおいて次々に出版され、イギリスで増大していたアマチュア園芸家のための手頃な価格で手に入れることができる植物の図版となった。アンドリュースの出版物の正確さは、キューガーデンの出版物『カーティス・ボタニカル・マガジン』でも評価されている。アンドリュースの図版は、より科学的であることを強調したライバルの出版物と比較してより芸術的な魅力を有していた。 

## 著作
- Botanists Repository, Comprising Colour'd Engravings of New and Rare Plants (10 vols.) (London, 1797–1812)
- Coloured Engravings of Heaths 1794-1830 4 vols.
- The Heathery 1804-1812 6 vols.
- Geraniums or A Monograph of the Genus Geranium (London 1805-1806 2 vols.)
- Roses 1805-1828